# نشا الذرة
نشا الذرة أو دقيق الذرة (بالإنجليزية: Corn Starch)‏ أو (بالإنجليزية: Maize starch)‏ أو بالإنجليزية البريطانية (بالإنجليزية: Corn flour)‏ هو النشا المشتق من حبوب الذرة. يشتق النشا من سويداء بذرة الذرة. وهو عنصر غذائي شائع، وغالباَ ما يستخدم لتكثيف الصلصات أو الحساء، ولصنع شراب الذرة والسكريات الأخرى. نشا الذرة متعدد الاستخدامات، سهل التعديل، وله استخدامات عديدة في الصناعة (مثل المواد اللاصقة، المنتجات الورقية، كعامل مضاد للالتصاق، وتصنيع المنسوجات). له استخدامات طبية أيضاً، إذ يؤمّن الجلوكوز للأشخاص الذين يعانون من داء خزن الجليكوجين.

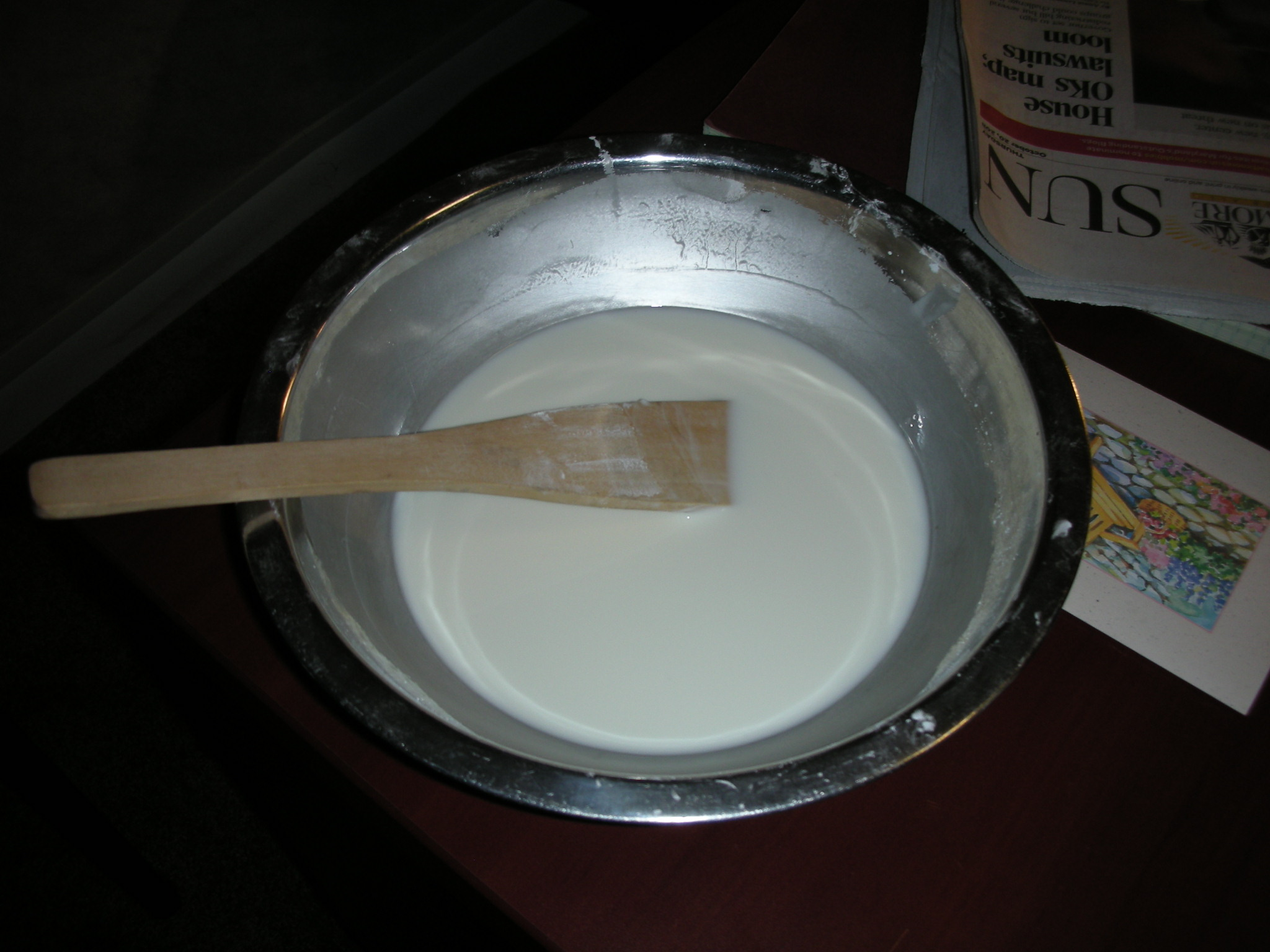
نشا الذرة ممزوج مع ماء

مثل العديد من المنتجات في شكل مسحوق، عندما تكون بكميات كبيرة فإنها تصبح خطيرة بسبب قابليتها للاشتعال. عند مزجه مع سائل، يمكن أن يعيد نشا الذرة ترتيب نفسه في شكل سائل غير نيوتني. على سبيل المثال، يؤدي إضافة الماء إلى تحويل نشا الذرة إلى مادة تُعرف باسم الأوبليك (سائل يصبح مؤقتاً كثيف وجامد عند تطبيق قوة عليه) بينما يؤدي إضافة الزيت إلى تحويل نشا الذرة إلى سائل كهربائي (ER). يمكن تفسير هذا المفهوم من خلال الخليط المسمى «هلام طحين الذرة».

## في التاريخ

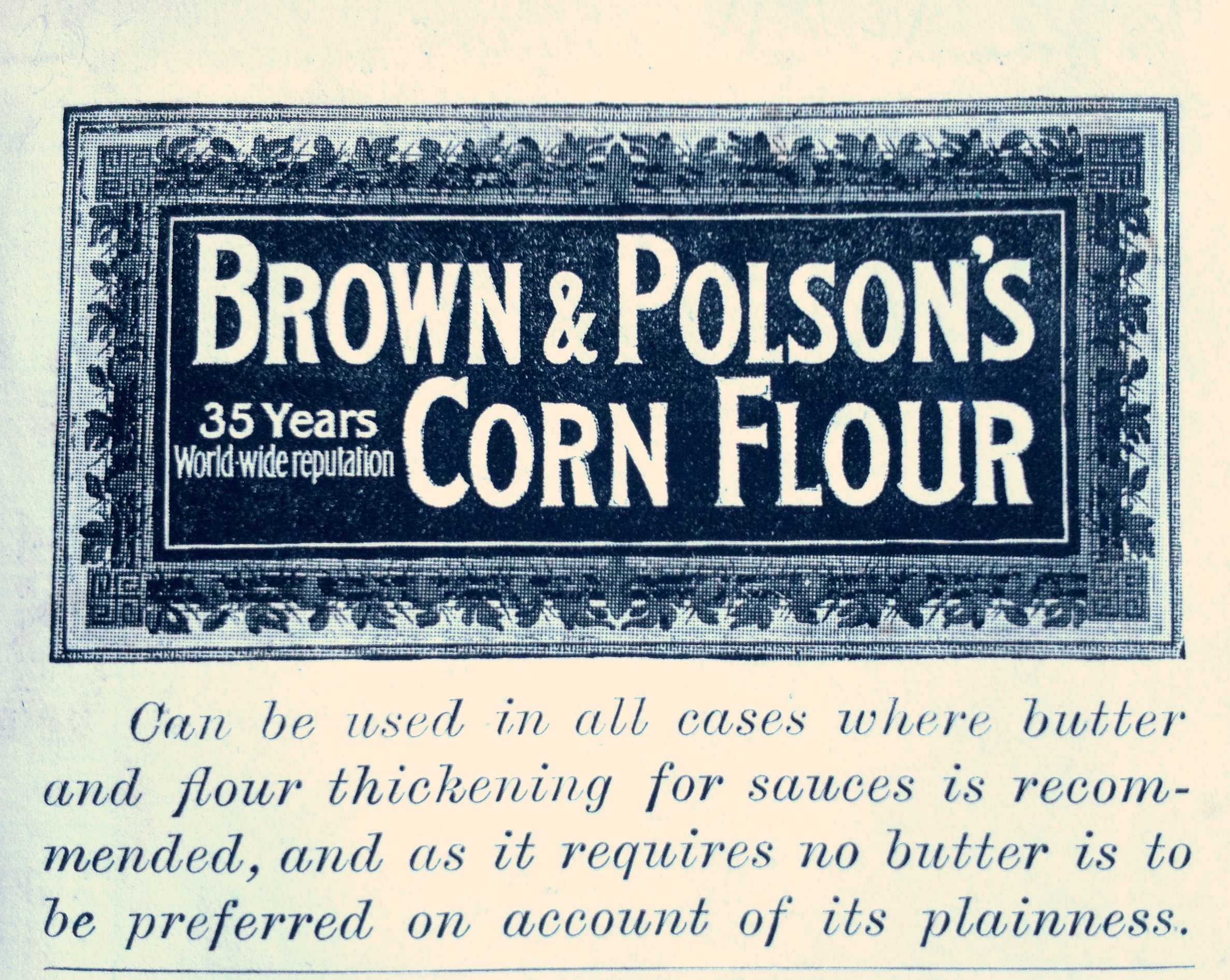
إعلان تجاري لدقيق النشا في عام 1894 م بلندن.

حتى عام 1850 م، استخدم النشا في صنع سائل غسيل الملابس وغيره من الصناعات الأخرى.

## الاستخدام
على الرغم من أن نشا الذرة يستخدم في الغالب للطبخ وكمادة منزلية، فإنه يستخدم لأغراض متعددة في العديد من الصناعات، بدءً من استخدامه كإضافات كيميائية لمنتجات معينة، إلى استخدامه كعلاج طبي لبعض الأمراض.

### الطهي

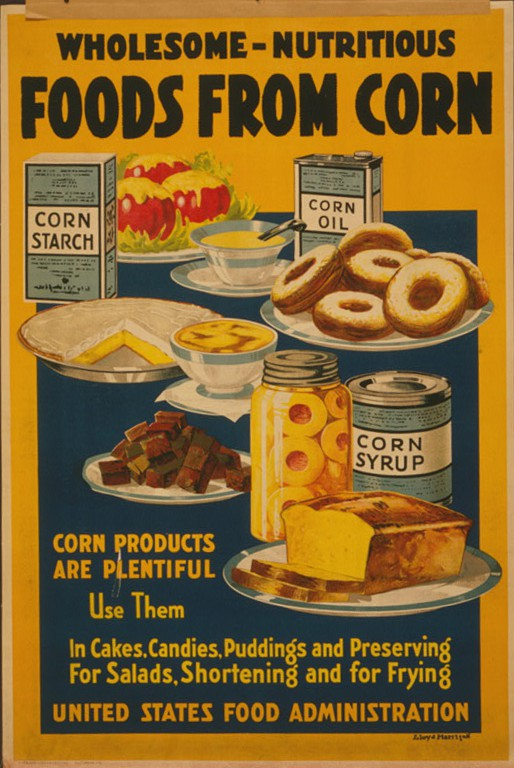
إعلان صادر عن إدارة الغذاء والدواء (الولايات المتحدة)، عام 1918، يشير إلى نشاء الذرة على أنه «مفيد» و«مغذي»

يستخدم نشا الذرة كعامل مُثخن للأطعمة ذات القوام السائل (على سبيل المثال: الحساء، الصلصات، المرق، والكاسترد)، وعادةً ما يتم ذلك عن طريق مزجه مع سائل منخفض الحرارة لتكوين معجون أو رَوبَة. يُفضل استخدامه أحياناً وحده دون الطحين لأنه يشكل مزيجاً شفافاً وليس عاتماً. عندما يتم تسخين النشا، تتفكك السلاسل الجزيئية، مما يسمح لها بالتصادم مع سلاسل النشا الأخرى لتشكل شبكة، مما يزيد سماكة السائل (جلتنة النشا «أي تحويل النشا لجيلاتين»). عادة ما يستخدم كعامل مانع للتكتل في مسحوق السكر (سكر البودرة أو الحلويات).
البديل الشائع هو نشا أروروت (نبات يُصنّع منه النشا)، الذي يحل محل نفس كمية نشا الذرة.
يقلل منتجو الأغذية من تكاليف الإنتاج عن طريق إضافة كميات متفاوتة من نشا الذرة إلى الأطعمة، على سبيل المثال إضافته للجبن واللبن.
تساعد الطبقة الخارجية الرقيقة من نشاء الذرة المغطية لأصابع الدجاج على زيادة امتصاص الزيت وقرمشة الدجاج في المراحل الأخيرة من القلي.

### غير الطهي
قد يحتوي مسحوق الأطفال (بودرة الأطفال) على نشا الذرة من بين مكوناته. كما يمكن استخدام نشا الذرة لتصنيع البلاستيك الحيوي وقد يستخدم في صناعة الوسائد الهوائية.
يمكن صنع اللاصق من نشاء الذرة، ويعتبر نشا الذرة أحد المواد اللاصقة التي يمكن استخدامها لصنع عجينة الورق إذ يجف بلمعان خفيف مقارنة بنشا القمح. ويمكن استخدامه أيضاً كمادة لاصقة في حفظ الكتب والورق.

### طبياً
يعتبر نشا الذرة العامل المفضل كمضاد التصاق في المنتجات الطبية المصنوعة من اللاتكس الطبيعي، بما في ذلك الواقي الذكري، العازل الأنثوي، والقفازات الطبية.
نشا الذرة له خصائص تمكنه من تأمين الجلوكوز للحفاظ على مستويات سكر الدم طبيعية في الأشخاص الذين يعانون من أدواء خزن الجليكوجين. يمكن إدخال نشا الذرة إلى طعام الرضع بدءً من سن 6-12 شهر مما يمنع اضطرابات جلوكوز الدم.

## التصنيع
تُنقع الذرة لمدة 30 إلى 48 ساعة، مما يؤدي إلى تخميرها قليلاً. يفصل الرَشيم عن السويداء ويتم طحن هذين المكونين بشكل منفصل (لا يزالان منقوعين). بعد ذلك يستخلص النشا من كل منهما عن طريق الغسيل. في الغالب ينفصل النشا عن سائل نقع الذرة، الرشيم، الألياف، وغلوتين الذرة في فرازة دوامية مائية وأجهزة الطرد المركزي، ثم يتم تجفيفها. (تُستخدم البقايا من كل مرحلة كعلف للحيوانات ولصنع زيت الذرة أو تطبيقات أخرى) وتسمى هذه العملية بالطحن الرطب للذرة. أخيراً، يمكن تعديل النشا لأغراض محددة.

## الخطورة
مثل العديد من المساحيق الأخرى، نشا الذرة عرضة للانفجار الغباري. حيث اُعتقد أن ارتفاع درجة حرارة مسحوق نشا الذرة في 27 يونيو 2015، أدى إلى انفجار فورموزا فن كوست في تايوان، على الرغم من التحذيرات على العبوات التي تشير إلى أن المادة قابلة للاشتعال.

## التسمية
يسمى نشا الذرة (بالإنجليزية: Corn starch)‏ في الولايات المتحدة وكندا. يشير مصطلح طحين الذرة إلى دقيق الذرة (بالإنجليزية: Cornmeal)‏ المطحون جيداً؛ أو إلى دقيق ماسا.
يطلق عليه اسم طحين الذرة (بالإنجليزية: Cornflour)‏ في المملكة المتحدة، أيرلندا وبعض دول الكومنولث. متميزة في هذه البلدان عن دقيق الذرة.